# Уймовка
Уймовка — деревня в Монастырщинском районе Смоленской области России. Входит в состав Барсуковского сельского поселения. Население — 29 жителей (2007 год). 
Расположена в западной части области в 10 км к северо-востоку от Монастырщины, в 28 км западнее автодороги А141 Орёл — Витебск, на берегу реки Горькая. В 32 км восточнее деревни расположена железнодорожная станция Энгельгардтовская на линии Смоленск — Рославль. 

## История
В годы Великой Отечественной войны деревня была оккупирована гитлеровскими войсками в июле 1941 года, освобождена в сентябре 1943 года.
На 1978 год входило в Барсуковский сельсовет Монастырщинского района.
На 1993 год в Сычёвский сельсовет Монастырщинского района.